# Melissa Jiménez (periodista)
Melissa María Jiménez Dionisio (Lieja, Bélgica; 26 de junio de 1987), conocida simplemente como Melissa Jiménez, es una periodista española nacida en Bélgica. Actualmente trabaja para la cadena DAZN.

## Biografía
Melissa Jiménez es hija de Antonio Jiménez (hijo de emigrantes españoles y nacido en Granada, en 1963) y Luciana Dionisio (Italia). Tiene una hermana menor llamada Sara. A los 2 años de edad, se trasladó a Barcelona, dado que su padre empezaba a trabajar en el Mundial de motociclismo a las órdenes de JJ Cobas.
Creció en un pueblo muy pequeño a 60 km de Barcelona e iba siempre que podía a las carreras con su padre. Desde pequeña tenía claro que quería trabajar en el Mundial de MotoGP. Estudió Ciencias de la Comunicación en Barcelona e hizo prácticas en Onda Rambla. Estuvo dos años trabajando tanto en la radio como en 25TV y al terminar la carrera se trasladó a Madrid, donde empezó a colaborar con MarcaTV. Un año y medio más tarde SKY Italia le ofreció retransmitir las motos y se fue a Milán, desde donde comentaba algunos entrenamientos de pretemporada y trabajaba como jefa de prensa para el equipo suizo de Moto2 "Forward Racing". 
En 2013 Mediaset España le dio la oportunidad de volver España para incorporarse a su redacción de deportes. Se incorporó al equipo de retransmisión de motociclismo como comentarista en el paddock sustituyendo a Lara Álvarez. Dos años después, Melissa anunció a través de su cuenta de Instagram que no seguiría en el equipo de comentaristas de MotoGP.
En octubre de 2016 participó como invitada en la quinta temporada del programa musical de Antena 3 Tu cara me suena, donde se puso en la piel de Nelly Furtado para cantar la canción I'm like a bird.
Desde 2022 forma parte del equipo de DAZN F1 como reportera en los circuitos de Fórmula 1 junto con Albert Fábrega durante todas las sesiones de los Grandes Premios.

## Trayectoria en televisión
Empezó su carrera en la cadena de televisión 25TV y, posteriormente, formó parte de MarcaTV presentando "Tiramillas", "Marca Motor", "Marca Player" y "Zamoras y Pichichis". Hasta entonces trabajaba para la división italiana de Sky como especialista de motor en el programa Sysprt24h. En 2012 estuvo a punto de fichar por Telecinco. La cadena, al final, se decantó por Lara Álvarez y ella volvió a Sky Italia. Allí hacía los resúmenes de las carreras desde el estudio. La segunda llamada de Telecinco la pilló grabando un spot con Alex De Angelis, piloto de (Moto2), en Italia. Desde 2013 y hasta 2015 fue reportera al pie de paddock en el programa MotoGP de Telecinco, junto a Nico Abad., En marzo de 2016, tras dos años al frente de MotoGP, Mediaset España anuncio la salida de la periodista para la próxima temporada.

## Vida personal
Desde junio de 2013 hasta febrero de 2014 mantuvo una relación sentimental con el cantante Dani Martín.
Pocos meses más tarde empezó a salir con el entonces futbolista del Fútbol Club Barcelona Marc Bartra. El 10 de marzo de 2015 anunciaron que estaban esperando su primera hija en común. El 18 de agosto de 2015 Melissa da a luz a la primera hija de la pareja en Barcelona, una niña llamada Gala Bartra Jiménez.
En junio de 2016 se traslada a vivir a Dortmund, Alemania, debido al fichaje de su entonces pareja por el Borussia de Dortmund.
El 10 de octubre de 2016, la pareja anunció su compromiso a través de sus redes sociales. El 18 de junio de 2017 contrajeron matrimonio en Barcelona.
El 24 de diciembre de 2017 anunció en su cuenta de Instagram que esperaba su segunda hija. Abril Bartra Jiménez nació el 25 de abril de 2018 en Sevilla.
A consecuencia del fichaje en 2018 de Marc Bartra por el Real Betis, Melissa Jiménez traslada su domicilio a Sevilla.
El 13 de mayo de 2019, anuncian a través de su cuenta de Instagram que van a ser padres por tercera vez y de un niño. El 26 de octubre de 2019 nace el tercer hijo de la pareja, Max Bartra Jiménez.
En enero de 2022 anunciaron que llevaban vidas separadas desde hacía meses y que estaban en proceso de separación.
En mayo de 2023, se empieza a rumorear sobre una posible relación sentimental con el piloto de Fórmula 1 Fernando Alonso, la cual, a pesar de documentos gráficos que dan pie a rumores, no ha sido confirmada por ninguno de los dos.
Según Antena 3 y varios medios de prensa españoles dicha relación ya es oficial.